# Mario & Sonic op de Olympische Spelen: Rio 2016
Mario & Sonic op de Olympische Spelen: Rio 2016 (Engels: Mario & Sonic at the Rio 2016 Olympic Games) is een spel dat is ontwikkeld door SEGA Sports en uitgegeven door SEGA in samenwerking met Nintendo voor de Nintendo 3DS en Wii U in 2016.
Het spel is het vijfde deel in de Mario & Sonic-serie. De Wii U-versie is later uitgekomen dan de Nintendo 3DS-versie.
Dit spel is het eerste in de serie dat ook een arcadeversie heeft gekregen. Deze zijn vooral te vinden in Japan, en er zijn verschillende sporten op te spelen.

## Spel en personages
Het spel bevat 34 speelbare personages uit de Mario- en Sonic-serie spellen. Nieuwe karakters in dit spel zijn Diddy Kong, Nabbit, Wendy O. Koopa, Larry Koopa, Rosalina, Toad, Dry Bowser, Jet the Hawk, Rouge the Bat, Wave the Swallow, Espio the Chameleon, Zavok, Sticks the Badger en Zazz. Elk personage heeft unieke eigenschappen voor kracht, snelheid en behendigheid die invloed hebben op het spel.
Nieuwe evenementen zijn boksen, Rugby Sevens en voetbal. Elk minispel wordt gehouden in een locatie die overeenkomt met de daadwerkelijke Olympische Spelen in Rio de Janeiro in 2016.

## Ontvangst
Op aggregatiewebsite Metacritic heeft het spel voor de 3DS een score van 60% en voor de Wii U een score van 65%. Men prees het speelplezier, maar kritiek was er met name op de minimale vernieuwing ten opzichte van voorgaande edities.